# Aspidiphorus uma
Aspidiphorus uma es una especie de coleóptero de la familia Sphindidae.

## Distribución geográfica
Habita en Himachal Pradesh (India).